# Attacchi di squalo del Jersey Shore del 1916

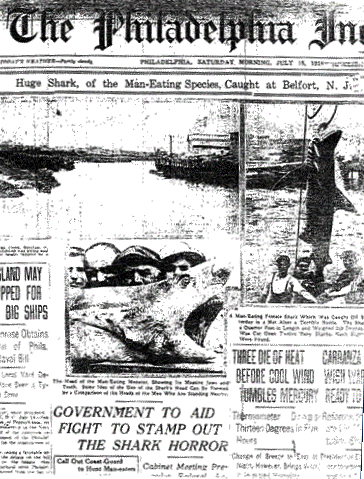
Il Philadelphia Inquirer riporta la notizia della cattura di uno squalo dalle coste del Jersey Shore dopo gli attacchi.

Gli attacchi di squalo del Jersey Shore del 1916 avvennero lungo la costa del New Jersey tra il 1º e il 12 luglio 1916, nei quali quattro persone rimasero uccise e una ferita. Dal 1916 si discute a proposito di quale specie di squalo fu responsabile dell'accaduto e se altri animali ne furono coinvolti. Gli attacchi avvennero in un'estate caratterizzata da un'insolita ondata di caldo e da un'epidemia di poliomielite nel nord-est degli Stati Uniti, che fece spostare migliaia di persone nei resort del Jersey Shore. Attacchi di squali lungo la costa est degli Stati Uniti fino ai semitropicali stati della Florida, Georgia e Carolina del Sud erano rari, ma gli studiosi credono che l'incremento della presenza di squali e umani in acqua ebbe come conseguenza gli attacchi del 1916.

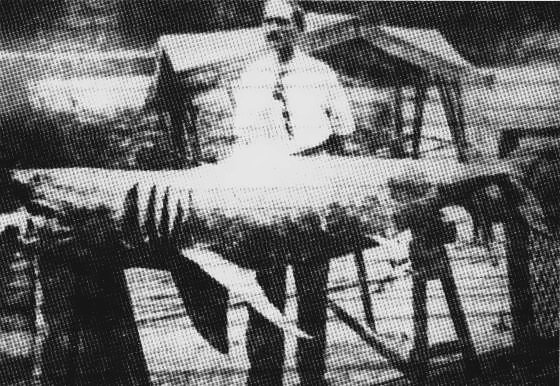
Michael Schleisser e lo squalo bianco catturato vicino al fiume Raritan, sospettato degli attacchi.

Gli episodi sono immediatamente entrati nella cultura popolare statunitense, dove gli squali sono caricature nei fumetti editoriali rappresentanti il pericolo. Gli attacchi ispirarono la stesura del libro di Peter Benchley Lo squalo (1974), storia di un grande squalo bianco che terrorizza l'immaginaria città costiera di Amity. Lo squalo divenne un celebre film nel 1975 diretto da Steven Spielberg, nel quale tra l'altro l'episodio viene citato, ritenendo lo squalo bianco responsabile degli attacchi del New Jersey. Gli attacchi sono diventati anche oggetto di documentari per History Channel, Discovery Channel, e National Geographic Channel.

## Retroscena
Nel 1916 molta gente di ogni classe sociale scese lungo le spiagge di New York e del New Jersey. Tra il 1880 e il 1920, lo standard di vita delle classi lavoratrici statunitensi nelle aree urbane come Filadelfia e New York migliorò considerevolmente, ma le spese per alloggi, cibo, carburante e abbigliamento consumarono notevolmente il reddito delle famiglie. Gli uomini e le donne lavoratrici single spesso andavano ai nickelodeon, nei bar o nei saloon, nelle sale da ballo, a fare escursioni verso convenienti parchi di divertimento e spiagge quali Coney Island e il Jersey Shore. I ricchi americani viaggiavano altresì lungo la costa durante l'estate per fuggire dal caldo e dalle città congestionate, dirigendosi in particolar modo al mare. 

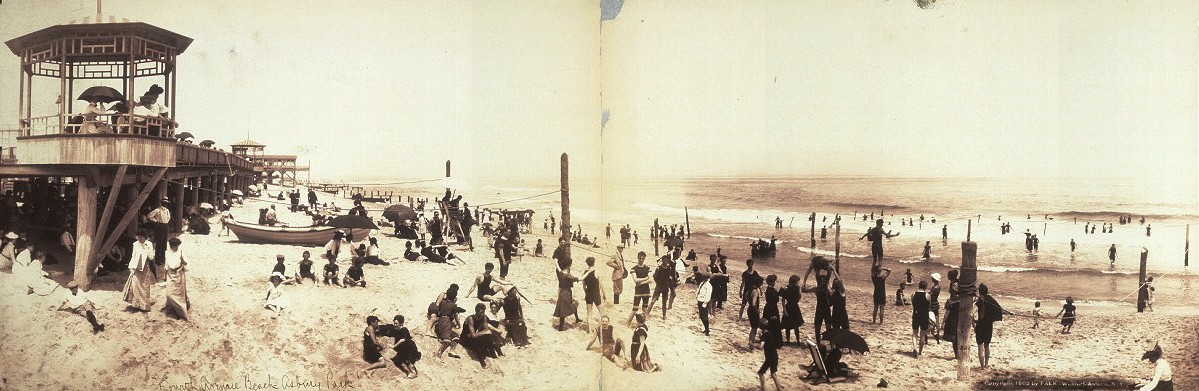
La Fourth Avenue Beach a Asbury Park, nel 1902, caratterizzata da una "passeggiata" (sinistra) e tratti di spiaggia per il tiro alla fune per "matti che si vogliono inzuppare".

L'estate del 1916 nel nordest fu mortale per i residenti di Filadelfia e New York che soffrivano per l'intensa ondata di caldo e per l'epidemia di poliomielite. Migliaia di viaggiatori si recarono alle spiagge del New Jersey quotidianamente utilizzando le linee ferroviarie che collegavano le grandi città con le cittadelle turistiche come Long Branch, Asbury Park, Ocean Grove e Atlantic City. 

## Incidenti e vittime
Tra il 1° e il 12 luglio 1916, cinque persone furono attaccate lungo la costa del New Jersey da uno o più squali; solo una delle vittime sopravvisse. Il primo attacco importante avvenne sabato 1° luglio a Beach Haven, una località turistica fondata sull'isola di Long Beach, al largo della costa meridionale del New Jersey. Charles Epting Vansant, ventirenne residente a Filadelfia, era in vacanza all'Engleside Hotel con la sua famiglia. Prima di cena, Vansant andò a fare una rapida nuotata nell'Atlantico con un Chesapeake Bay Retriever che stava giocando sulla spiaggia. Poco dopo essere entrato in acqua, Vansant venne morso alle gambe da uno squalo e iniziò a gridare; i bagnanti credettero inizialmente che stesse chiamando il cane. Fu tratto in salvo dal bagnino Alexander Ott e dal passante Sheridan Taylor, i quali affermarono successivamente che lo squalo aveva seguito la vittima fino a riva. La coscia sinistra di Vansant era stata completamente scarnificata e l'uomo morì dissanguato sulla scrivania del direttore dell'Engleside Hotel alle 18:45.
Nonostante l'attacco di Vansant, le spiagge lungo la costa del New Jersey rimasero aperte. Avvistamenti di grandi squali che nuotavano al largo della costa del New Jersey furono segnalati dai capitani di mare che entravano nei porti di Newark e New York City, ma vennero ignorati. Il secondo attacco importante avvenne giovedì 6 luglio 1916 nella località turistica di Spring Lake, nel New Jersey, 72 km a nord di Beach Haven. La vittima fu il ventisettenne Charles Bruder, un portiere svizzero dell'Essex & Sussex Hotel. Bruder fu attaccato mentre nuotava a 120 metri dalla riva a bordo di una canoa con lo scafo rosso: uno squalo ribaltò l'imbarcazione, lo morse all'addome e gli recise le gambe. Dopo aver udito delle urla, una donna avvisò i bagnini Chris Anderson e George White che remarono fino a Bruder su una scialuppa di salvataggio e lo tirarono fuori dall'acqua. A causa dell'entità delle ferite, Bruder morì per dissanguamento prima di arrivare a riva. Secondo il New York Times , "le donne [erano] in preda al panico [e svenivano] quando il corpo mutilato di [Bruder] ... [venne] portato a riva". Gli ospiti e i lavoratori dell'Essex & Sussex e degli hotel vicini raccolsero fondi per aiutare la madre di Bruder in Svizzera. 
I successivi tre attacchi si verificarono in un luogo considerato privo di squali: avvennero nel torrente presso Matawan Creek, vicino alla città di Keyport, mercoledì 12 luglio, a 48 km a nord di Spring Lake e nell'entroterra di Raritan Bay. Thomas Cottrell, un residente di Matawan e capitano di mare, avvistò nel torrente vicino alla città uno squalo lungo 2,4 metri, ma quando lo riferì ai residenti non venne preso sul serio. Intorno alle 14:00, un gruppo di bambini del posto e il loro cane andò a giocare nel torrente. Avvistarono quella che sembrava essere "una vecchia tavola nera rovinata dalle intemperie o un tronco consumato", ma si resero conto che era uno squalo quando si accorsero della pinna dorsale. Prima che potessero tornare a riva, l'animale trascinò sott'acqua l'undicenne Lester Stillwell.
I ragazzi tornarono in città a chiedere aiuto e diverse persone accorsero al fiume; credendo che il bambino avesse avuto un attacco epilettico, alcuni uomini entrarono in acqua per cercarlo. L'imprenditore locale Watson Stanley Fisher, di ventiquattro anni, trovò il corpo del bambino, ma lo perse nuovamente quando venne attaccato a sua volta dallo squalo davanti a tutti. La sua coscia destra venne mutilata e, pur venendo trasportato all'ospedale locale, morì per dissanguamento alle 17:30. Il corpo di Stillwell fu recuperato a 46 metri di distanza a nord del molo di Wyckoff due giorni più tardi, il 14 luglio.
La quinta e ultima vittima, nonché unica superstite, fu Joseph Dunn, un quattordicenne di New York; fu attaccato a circa ottocento metri dal molo di Wyckoff, una mezz'ora dopo le uccisioni di Stillwell e Fisher. Lo squalo gli morse la gamba sinistra, ma Dunn fu salvato da suo fratello e da un amico che lo strapparono dalla presa dell'animale. Il ragazzo disse in seguito di "aver sentito la sua gamba scendere nella gola dello squalo". Dunn fu portato all'ospedale, dove si riprese dall'aggressione e fu dimesso il 15 settembre 1916.

## Reazione
I media nazionali si precipitarono sul luogo degli attacchi, mentre si diffondeva tra la popolazione il panico per gli squali, un evento considerato "senza eguali nella storia americana". 
Inizialmente, scienziati e stampa erano riluttanti ad attribuire a uno squalo la morte di Vansant; il New York Times riportò che l'uomo fosse stato morso "da un pesce... presumibilmente da uno squalo".
Mentre i media nazionali si riversavano su Beach Haven, Spring Lake e Matawan, gli attacchi di Jersey Shore scatenarono il panico degli squali.  Il commissario statale per la pesca della Pennsylvania ed ex direttore dell'Acquario di Filadelfia James M. Meehan sminuì la minaccia che gli squali rappresentavano per gli esseri umani, dicendo che l'animale stava prendendo di mira il cane e che avesse morto Vansant per errore.
Al secondo attacco, i principali quotidiani americani pubblicarono la notizia in prima pagina, sensazionalizzando la notizia al punto da diminuire drasticamente la balneazione di numerose spiagge del New Jersey.
L'8 luglio 1916 fu convocata una conferenza stampa presso l'American Museum of Natural History, con gli scienziati Frederic Augustus Lucas , John Treadwell Nichols e Robert Cushman Murphy come relatori. Per calmare il panico crescente, i tre uomini sottolinearono che un terzo incontro con uno squalo era improbabile, sebbene fossero certamente sorpresi che gli squali avessero morso qualcuno. Ciononostante, Nichols, l'unico ittiologo del trio, avvertì i bagnanti di rimanere vicino alla riva e di approfittare delle aree di balneazione con reti installate sulle spiagge pubbliche dopo il primo attacco.
Gli avvistamenti di squali aumentarono lungo la costa del Medio Atlantico in seguito agli attacchi. L'8 luglio, motoscafi armati che pattugliavano la spiaggia di Spring Creek inseguirono un animale che pensavano fosse uno squalo, e la spiaggia di Asbury Avenue ad Asbury Park fu chiusa dopo che il bagnino Benjamin Everingham affermò di aver allontanato con un remo uno squalo lungo 4 metri. Tali animali furono avvistati vicino a Bayonne, nel New Jersey; Rocky Point, nello stato di New York; Bridgeport, nel Connecticut; Jacksonville, in Florida; e Mobile, in Alabama, e un editorialista di Field & Stream catturò uno squalo grigio tra le onde a Beach Haven. L'attrice Gertrude Hoffmann stava nuotando sulla spiaggia di Coney Island poco dopo le vittime di Matawan quando affermò di aver incontrato uno squalo. Il New York Times osservò che la Hoffmann "ebbe la prontezza di spirito di ricordare di aver letto sul Times che un bagnante può spaventare uno squalo schizzando, e lei agitò furiosamente l'acqua". Hoffman era certa che sarebbe stata divorata dal "mangiatore di uomini del Jersey", ma in seguito ammise di non essere "sicura... se avesse avuto tutti quei guai per niente o se fosse appena scampata alla morte".
Le amministrazioni locali del New Jersey cercarono di proteggere i bagnanti e l'economia dagli "squali mangiatori di uomini". La spiaggia della Fourth Avenue ad Asbury Park fu recintata con una rete metallica e pattugliata da motoscafi armati; rimase l'unica spiaggia aperta dopo l'incidente di Everingham. Dopo gli attacchi a Stilwell, Fisher e Dunn, i residenti di Matawan circondarono il Matawan Creek con reti e dinamite detonata nel tentativo di catturare e uccidere lo squalo. Il sindaco di Matawan, Arris B. Henderson, ordinò al Matawan Journal di stampare manifesti ricercati che offrivano una ricompensa di 100 dollari (2.900 dollari nel 2024) a chiunque avesse ucciso uno squalo nel torrente. Nonostante questi sforzi, nessuno squalo fu catturato o ucciso nel Matawan Creek.

Le comunità turistiche lungo la costa del New Jersey hanno presentato una petizione al governo federale per sostenere gli sforzi locali per proteggere le spiagge e cacciare gli squali. La Camera dei Rappresentanti ha stanziato 5.000 dollari (140.000 dollari nel 2024) per sradicare la minaccia degli squali nel New Jersey, e il Presidente Woodrow Wilson ha programmato un incontro con il suo Gabinetto per discutere degli attacchi mortali. Il Segretario del Tesoro William Gibbs McAdoo ha suggerito di mobilitare la Guardia Costiera per pattugliare la costa del New Jersey e proteggere i bagnanti. La caccia agli squali è continuata lungo le coste del New Jersey e di New York. Come riportato dall'Atlanta Constitution il 14 luglio, "Cacciatori di squali armati a bordo di motoscafi hanno pattugliato oggi le coste di New York e del New Jersey, mentre altri si sono allineati sulle spiagge in uno sforzo concertato per sterminare i mangiatori di uomini..." . Il governatore del New Jersey James Fairman Fielder e i comuni locali hanno offerto taglie ai cacciatori di squali. Centinaia di squali sono stati catturati sulla costa orientale a causa degli attacchi. La caccia agli squali sulla costa orientale è stata descritta come "la caccia agli animali su più vasta scala della storia".

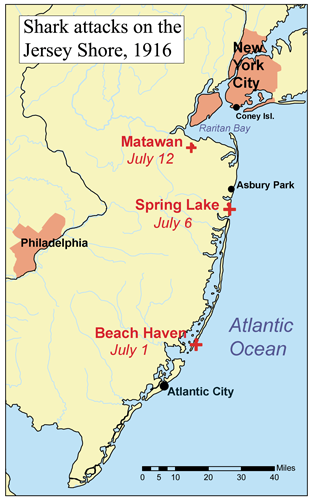
Una mappa degli attacchi